# Billy Byers
Pour les articles homonymes, voir Byers.
William Mitchell Byers, dit Billy Byers, est un tromboniste, arrangeur, compositeur et chef d'orchestre américain (Los Angeles, 1er mai 1927 - Malibu, 1er mai 1996).

## Discographie

### Comme sideman
- 1956 : Hal Schaefer : Hal Schaefer, The RCA Victor Jazz Workshop, RCA Victor Records LPM-1199
- Chinese Water Tortue (1955)
- Byers' Blues (avec Martial Solal, 1956)
- Basie Land (avec le Big band de Count Basie, 1964)
- Waka/Jawaka (avec Frank Zappa, 1972)
- The Grand Wazoo (avec Frank Zappa, 1972)
- Notices d'autorité :   - VIAF
  - ISNI
  - BnF (données)
  - IdRef
  - LCCN
  - GND
  - Espagne
  - Pologne
  - Israël
  - Norvège
  - WorldCat

1. ↑  « https://hdl.loc.gov/loc.music/eadmus.mu010009 »